# Sílvia Rovira Planas
Sílvia Rovira Planas (Cardona, 15 de desembre de 1967) és una ciclista de muntanya catalana, tres cops guanyadora del Campionat estatal en Camp a través.
Va participar en els Jocs Olímpics d'Atlanta i als de Sydney acabant 26a i 14a respectivament a la prova de Camp a través.
Degut a un atropellament mentre entrenava, es va retirar i va obrir una empresa de rutes turístiques.

## Palmarès
- 1994
  -  Campiona d'Espanya en Camp a través
- 1995
  -  Campiona d'Espanya en Camp a través
  - 2a al Campionat d'Europa en Camp a través
- 2000
  -  Campiona d'Espanya en Camp a través